# Дело альпинистов
Дело альпинистов (также контрреволюционная фашистско-террористическая организация альпинистов и туристов) — репрессии, направленные на обладателей спортивных достижений в альпинизме в период Большого террора.

## История
Известное как «групповое дело альпинистов» было сфабриковано в 1937—1938 годах в НКВД, и касалось ведущих советских альпинистов, а также энтузиастов и популяризаторов туристического альпинизма. Будучи зачастую отдельными и групповыми «делами», связаны тем, что репрессированным обычно выдвигалось похожее обвинение в создании контрреволюционной организации туристов-альпинистов. В ряде случаев в делах, рассмотренных «тройками», в обвинении просто указывалось принадлежность к антисоветской организации (контрреволюционной, террористической, фашистской), иногда добавлялось обвинение в троцкизме; упоминалось что это были организации альпинистов и/или туристов.

## Обвинения
В большинстве случаев предъявляемое обвинения записывалось как «участие в контрреволюционной и террористической группе», иногда добавлялось, что обвиняемый был иностранным шпионом, а изредка ещё и добавлялось «участие в подготовке уничтожения членов Политбюро и Правительства». Среди обвинений, предъявляемых альпинистам — «подготовка террористического акта на Красной площади во время прохождения колонны альпинистов».

## Репрессированные
1. Виталий Михайлович Абалаков — заслуженный мастер альпинизма. В 1938 году был арестован вместе с 12 инструкторами альпинистском лагере «Адылсу» и по этапу отправлен в Москву. Два года просидел под следствием в тюрьме НКВД. Освобождён в 1940.
2. Алкалаев (Алкаев) Владимир Константинович — помощник начальника учебного отдела ЦС ДСО «Динамо», занимался вопросами развития альпинизма. Арестован 31 января 1938. Расстрелян на московском полигоне НКВД «Коммунарка» 20 июня 1938.
3. Лев Львович Бархаш — заслуженный мастер альпинизма СССР, один из инициаторов становления массового туризма и альпинизма в СССР. Был активным членом правления Российского общества туристов (РОТ), а затем и Общества пролетарского туризма, а с момента создания Общества пролетарского туризма и экскурсий — членом президиума Центрального совета и заведующим научно-методическим отделом ОПТЭ. Арестован в 1938, в августе 1940 года он был осуждён ОСО на 8 лет лагерей «за участие в антисоветской организации». Освобожден только в августе 1955.
4. Станислав (Стах) Яковлевич Ганецкий — сын видного большевика Я. С. Ганецкого, арестован 8 июня 1937 года, расстрелян 14 июня 1938 года на полигоне «Коммунарка».
5. Георгий Евгеньевич Гернгросс — сын генерала, начальника Генерального штаба Российской армии Е. А. Гернгросса; был активным пропагандистом зарождавшегося отечественного альпинизма: переводил зарубежную альпинистскую периодику. Был первым альпинистом, арестованным в 1937. Его имя в следственном деле не связано с «контрреволюционной организацией туристов и альпинистов»; он был обвинён в активной антисоветской агитации. По постановлению тройки УНКВД по Московской области расстрелян 10 декабря 1937 на Бутовском полигоне в Москве.
6. Александр Фёдорович Гетье — известный боксёр, старший тренер по боксу ДСО «Динамо»; инструктор альпинизма. Обвинён в шпионаже и участии в контрреволюционной террористической организации туристов и альпинистов. Арестован 14 декабря 1937. Расстрелян 8 января 1938 на полигоне «Коммунарка» в Москве.
7. Август Иванович Гланцберг — военинженер 2-го ранга, начальник школы альпинизма РККА. Один из старейших альпинистов Красной армии, один из первых организаторов армейского альпинизма. Начальник пяти альпиниад РККА (2-6). Народным комиссаром обороны К. Е. Ворошиловым дважды награждён золотыми именными часами.[4] Расстрелян на Бутовском полигоне 10 сентября 1938.
8. Николай Петрович Горбунов — советский государственный и общественный деятель, учёный-химик, мастер альпинизма. Расстрелян 7 сентября 1938 г. на полигоне НКВД «Коммунарка» в Москве. Его именем названа вершина (6026 м) в Танымасском хребте на Памире.
9. Пётр Николаевич Заричняк — 28 июля 1937 вместе с группой инструкторов (12 человек) арестован в альпинистском лагере «Адылсу», расстрелян 8 октября 1937.
10. Борис Алексеевич Кальпус — дивизионный комиссар. Один из активных руководителей военного альпинизма. Заместитель председателя Комитета по делам физкультуры и спорта при СНК СССР. Арестован 13 января 1938. ВКВС СССР приговорён к расстрелу 29 августа 1938 по обвинению в участии в контрреволюционной и террористической организации туристов и альпинистов. Расстрелян в день вынесения обвинительного приговора.[5]
11. Леонид-Вольф Исаакович Каминкер — арестован 24 января 1938. Комиссией НКВД и Прокуратуры СССР от 20 февраля 1938 по обвинению в принадлежности к контрреволюционной и террористической организации альпинистов и туристов. Расстрелян в день вынесения обвинительного приговора.[6]
12. Олег Вячеславович Корзун — инструктор альпинизма. Расстрелян в один день с Семеновским на Бутовском специальном полигоне.
13. Николай Васильевич Крыленко — крупный государственный и партийный деятель, Верховный главнокомандующий российской армии после Октябрьской революции 1917 года. Заслуженный мастер альпинизма. Расстрелян 29 июля 1938 на полигоне «Коммунарка».
14. Анатолий Леопольдович Левинсон — студент Института инженеров транспорта имени И. В. Сталина, имевший значок «Альпинист СССР», обвинён в принадлежности всё к той же террористической организации альпинистов и туристов.
15. Арий Иосифович Поляков — отсидел в общей сложности 17 лет в лагерях.
16. Григорий Львович Розенцвейг — опытный альпинист, доцент МГУ, заведующий травматологическим отделением больницы «Медсантруд». Расстрелян на Бутовском полигоне 7 апреля 1938.
17. Владислав Петрович Русанович — художник-график, инструктор альпинизма; работал в альпинистском лагере Адыл-Су. Расстрелян на Бутовском полигоне 28 февраля 1938.
18. Александр Игнатьевич Седякин — начальник Управления противовоздушной обороны РККА, начальник боевой подготовки РККА и инспектор высших военно-учебных заведений. Один из активных организаторов и руководителей армейского альпинизма. Арестован 2 декабря 1937. ВКВС СССР по обвинению в участии в военном заговоре расстрелян 29 июля 1938.
19. Владимир Петрович Семёнов — звукооператор фабрики «Мосфильм». Один из первых участников первого альпинистского лагеря «Рот-Фронт» («Баксан»). ВКВС СССР обвинён в участии в контрреволюционной террористической организации туристов и альпинистов. Арестован 22 декабря 1937. Расстрелян 8 апреля 1938.
20. Василий Логинович Семеновский — «основатель советского альпинизма», председатель секции альпинизма при отделе физкультуры и спорта ВЦСПС, автор 7 книг; его именем названа вершина в Караугоме и ледник (приток ледника Иныльчек). Многие годы работал на дипломатической должности. Арестован в ночь с 6 на 7 ноября 1937 года. Расстрелян 28 февраля 1938 года на Бутовском полигоне НКВД.
21. Соломон Григорьевич Слуцкин — один из организаторов Московской горной секции ОПТЭ. Расстрелян на Бутовском полигоне 7 апреля 1938.
22. Георгий (Гок) Аркадьевич Харлампиев — брат основоположника самбо А. А. Харлампиева, музыкант и известный альпинист. По решению «двойки» (статья 58, пп. 6, 8 и 11) приговорён к высшей мере наказания и расстрелян на Бутовском полигоне 28 мая 1938.
23. Иван Алексеевич Хацкевич — студент Центрального института физической культуры и спорта имени И. В. Сталина. Активно занимался альпинизмом. Обвинен в антисоветской террористической деятельности. Арестован 7 ноября 1937. Расстрелян 27 апреля 1938.